# Eervolle Vermelding
Een Eervolle Vermelding in een dagorder is een militair eerbetoon.

## Nederland
Eervolle vermeldingen zijn in Nederland zeldzaam en zij vinden plaats in de vorm van het noemen van een naam in een dagorder, een in alle kazernes en op de oorlogsschepen voorgelezen order. Uiteraard wordt deze order ook gepubliceerd.
Al vroeg wensten de in dagorders genoemde militairen ook een tastbare en draagbare herinnering aan de eer die hen werd betoond te bezitten. Zo bevestigden Nederlandse militairen op eigen initiatief kransen boven hun Metalen Kruis 1830-1831 als herinnering aan hun vermelding in een dagorder.
Wanneer later een hogere onderscheiding zoals het Bronzen Kruis of Kruis van Verdienste werd uitgereikt voor het in de Dagorder genoemde gevecht werden de kroon of de Bronzen Leeuw weer ingenomen en vervangen door de hogere onderscheiding. Een Nederlandse militair kan voor een bepaald wapenfeit slechts eenmaal worden onderscheiden. 
Pas in 1869 werd in Nederland een Ereteken voor Belangrijke Krijgsbedrijven ingesteld.
Een Eervolle Vermelding in een dagorder werd gesymboliseerd door een grote zilveren, sinds 1940 gouden, kroon op het lint van het Ereteken voor Belangrijke Krijgsbedrijven. Na de instelling van de Bronzen Leeuw verviel deze "Kroon voor Eervol Vermelden".
Het Kapittel van de Militaire Willems-Orde registreert Eervolle Vermeldingen omdat zij een aanleiding tot het verlenen van deze hoge onderscheiding kunnen zijn.
Lange tijd leek het alsof het Bronzen Kruis tot het verleden behoorde maar op 7 oktober 2009 werden wederom twee bronzen leeuwen toegekend aan Nederlandse soldaten voor hun acties in Afghanistan, te weten aan Kapitein Gijs Tuinman en commando Björn Peterse, welke de onderscheiding postuum ontving (hij verongelukte op 27-jarige leeftijd tijdens een parachuteoefening met het KCT in Amerika).

## België
Het Belgische Oorlogskruis, in het drietalige België ook "Croix de Guerre" en "Kriegskreuz" genoemd, werd op 25 oktober 1915 bij Koninklijk Besluit gesticht en op 20 juli 1940 door de naar Londen gevluchte Belgische regering vernieuwd. De Belgisch koning Leopold III bevond zich op dat moment in Duitse krijgsgevangenschap.
De onderscheiding was bedoeld voor dapperheid en werd aan militairen van land-, zee- en luchtmacht toegekend. In bijzondere gevallen konden ook vreemdelingen en militaire eenheden worden onderscheiden, in dat laatste geval zou een vaandeldecoratie worden aangebracht. Ook op dit kruis worden palmen gedragen.
Op het lint van het Oorlogskruis worden de volgende tekens gedragen:
- Een bronzen Belgische Leeuw staat voor een Eervolle Vermelding bij regimentsdagorder;
- Een zilveren Belgische leeuw staat voor een Eervolle Vermelding bij brigadedagorder;
- Een gouden Belgische leeuw voor een Eervolle Vermelding bij divisiedagorder;
- Een bronzen palm staat voor een Eervolle Vermelding bij legerdagorder; vijf bronzen palmen worden door een zilveren palm en vijf zilveren palmen worden door een gouden palm vervangen.

Charmant is het gebruik om een kleine fourragère op het lint van het Oorlogskruis te dragen. De nestels worden dan zorgvuldig om het lint geknoopt.

## Andere landen

### Frankrijk
In Frankrijk stelde men in 1915 het Croix de Guerre in. Eervolle vermeldingen werden op het lint van deze onderscheiding aangeven met palmen en sterren. Later volgden voor iedere oorlog, en voor expedities en vredesmachten, andere Franse oorlogskruisen.
Ook collectieve vermeldingen van eenheden, ter zee en op het land, gaven recht op het Croix de Guerre dat dan als vaandeldecoratie aan een vaandel werd gebonden. De militairen die in die eenheid dienstdeden, en hun opvolgers, dragen dan een fourragère. Militairen die in een eenheid dienden ten tijde van de eervolle vermelding bleven deze nestel dragen, ook wanneer zij overgeplaatst werden.
Twee of drie eervolle vermeldingen herkende men tot 1940 aan een groene-rode gevlochten fourragère, vier of vijf eervolle vermeldingen leverden een gevlochten geel-groen-rode nestel op. Zes tot acht bracht vlechtwerk in de kleuren rood-groen-rood en negen tot elf vermeldingen herkent men aan de kleuren rood en groen met een witte ring.
Alleen Franse eenheden dragen deze nestel nog op de schouder maar ze zijn ook door 434 Amerikanen, persoonlijk gedecoreerd met het kruis, gedragen. De Adjudanten-generaal van de Verenigde Staten en Frankrijk dragen ook de rood-groene nestels.

### Verenigd Koninkrijk
Het Verenigd Koninkrijk kent vijf vormen van eervol vermelden.
Eervolle Vermeldingen als onderscheiding voor moed van de Ve Categorie
- De Queen's Commendation for Bravery (Eervolle Vermelding voor Moed)
- De Queen's Commendation for Bravery in the Air (Eervolle Vermelding voor Moed)
- De Queen's Commendation for Valuable Service (Eervolle Vermelding voor Waardevolle Diensten), een zilveren lauwertak op een campagnemedaille, overwinningsmedaille, of wanneer deze niet zijn verleend voor de actie in wiens kader de waardevolle dienst werd betoond, los vastgepind op een plaats links van de andere onderscheidingen.

Eervolle Vermeldingen als onderscheiding voor moed van de Ve Categorie
- De King's/Queen's Commendation for Brave Conduct (Eervolle Vermelding voor Moedig Gedrag)
- De King's/Queen's Commendation for Valuable Service in the Air (Eervolle Vermelding voor Waardevolle Diensten in het Luchtruim)

Een Eervolle Vermelding is in het Verenigd Koninkrijk minder in tel dan de Queen's Gallantry Medal of de nog exclusievere George Medaille.
De gewoonte om ondergeschikten in een "despatch", een oorlogscommuniqué van het front, te loven is al heel oud. Totdat Sir Charles Napier ook lagere officieren en manschappen in zijn bericht d.d. 9 mei 1843 van het gunstige verloop van de Scinde-campagne in Brits-Indië opnam ging het altijd om bevelhebbers en hoge officieren. In de periode na de Krimoorlog was een Eervolle Vermelding de basis voor, met name, de toekenning van de Distinguished Service Medal, maar ook van andere onderscheidingen.
Vaak ging het om niet meer dan een lijst met namen, soms ook om een lijst met namen en de door deze militairen verrichtte daden.
Tijden de Boerenoorlog waren de uitgebreide eervolle vermeldingen in de dagorders de basis voor het toekennen van de Distinguished Service Order, het Conspicious Service Cross en de Distinguished Conduct Medal, al werd deze laatste medaille in sommige gevallen vergezeld van een eervolle vermelding zonder verdere details.
Dankzij deze praktijk weten de militaire historici en faleristen van de hogere Britse onderscheidingen vaak precies welke heldendaad of verdienste een militair die medaille of dat kruis heeft bezorgd.
De massale gevechten van de Eerste Wereldoorlog maakten het voor de staf van een regiment of brigade praktisch onmogelijk om de vele voordrachten en hun aanleiding gedetailleerd te beschrijven. Op schepen kon de commendant dergelijke gegevens vaak nog wel leveren. Uiteindelijk werd tussen de 2 en 3% van de Britse militairen in een dagorder eervol vermeld.
In de "Grote Oorlog" verloor een Eervolle Vermelding in een Britse Dagorder aan aanzien omdat de Franse en Belgische legers de militairen die eervol werden vermeld een Croix de Guerre verleenden met daarop een ster of palm. De Britse militairen kregen, wanneer de eervolle vermelding niet tot het toekennen van een speciale onderscheiding leidde, alleen de eer. De Britten kenden wel chevrons op de arm van de militairen aan het front maar dergelijke Service Chevrons kregen de Fransen en Belgen ook. Dat de Fransen en Belgen naast de oorlogskruisen met hun sterren en palmen ook de door het regiment zelf uitgereikte doploma's kenden liet de Britten extra voelen dat zij die eervol waren vermeld niets bezaten waarmee zij dat konden staven.
In mei 1919 gaf George V van het Verenigd Koninkrijk opdracht om certificaten te maken voor de tienduizenden in dagorders vermelde militairen van de legers van het Verenigd Koninkrijk, de dominions Canada, Australië, Newfoundland en Nieuw-Zeeland, de Egyptische en Indiase troepen en charitatieve instellingen als het YMCA, YWCA en Rode Kruis. 
De ontvangers van de certificaten waren nog niet tevreden. Daarom werd op 3 januari 1920 besloten dat de in dagorders eervol vermelde militairen en burgers een bronzen eikenblad op het lint van hun Intergeallieerde Overwinningsmedaille mochten dragen. Zij die deze medaille niet bezaten kwamen voor dit eretekentje niet in aanmerking. Ook wanneer men meerdere malen eervol was vermeld mocht men maar één eikenblad dragen. In september 1947 werd de eervol vermelden uit de Eerste Wereldoorlog die geen Overwinningsmedaille bezaten toegestaan om het eikenblad ook zonder lint, op de kleding of op het uniform, te spelden.
Tussen de wereldoorlogen werd praktijk dat de Koning de dagorders officieel goedkeurde. De Eervolle Vermelding werd in september 1947 voor het eerst als een "onderscheiding van de staat" gekwalificeerd. Dat betekende dat men de dagorder na een onterende veroordeling ook kon verliezen.

### De "King's Commendation for Brave Conduct"
De King's/Queen's Commendation for Brave Conduct (Eervolle Vermelding voor Moedig Gedrag) kwam voort uit de tijdens de Eerste Wereldoorlog gepubliceerde eervolle vermeldingen van burgers. Het ging om een klein aantal, maar de trend was duidelijk; een oorlog was niet langer iets dat het leger ver weg uitvocht maar een totale oorlog waarin het thuisfront niet eerder onder geziene gevaren door bombardementen en aanvallen door gifgas onder ogen moest gaan zien.
Burgers ontvingen na een Eervolle Vermelding tot 1939 alleen een certificaat. Dat voldeed niet.
In 1939 werd vastgesteld dat de eervol vermelde burgers een zilveren palmtak op het lint van een campagnemedaille of overwinningsmedaille mochten dragen. Wanneer zij geen medaille bezaten dan mocht de palmtak op de kleding worden vastgemaakt. In 1943 werd een door Kruger Gray ontworpen goudkleurig plasic ereteken ingevoerd dat op het lint of op de kleding kon worden gespeld.
Het ereteken is een ovaal dat door een tudorkroon wordt gedekt. Binnen twee lauwertakken is een ontbloot middeleeuws zwaard met daarop een rechthoekig schild met de woorden "FOR BRAVE CONDUCT" afgebeeld. Het ereteken werd met haakjes vastgemaakt. Latere versies hebben een sluiting als een broche. De broche is 38 millimeter hoog en 20 millimeter breed. 
De achterzijde is rood.
De onderscheiding is niet vaak aan burgers uitgereikt. In 1942 werden 837 Eervolle Vermelding "for Brave Conduct" in de Britse Staatscourant vermeld. Daarvan waren 64 voor burgers. De andere vermeldingen betroffen de luchtmacht (32 maal), landmacht( 69 maal), burgerbescherming (141 maal), koopvaardij(475 maal) en marine (56 maal). 1942 werd door P.E Abbott en J.M.A. Tamplin als een typisch oorlogsjaar beschouwd. In een typisch vredesjaar, 1962, werden 37 burgers eervol vermeld. De andere vermeldingen betroffen de luchtmacht (2 maal), landmacht (8 maal),   en marine (1 maal). 1962 werd door P.E Abbott en J.M.A. Tamplin als een typisch oorlogsjaar beschouwd.
Het ereteken werd in 1994 door de "Queen's Commendation for Bravery" vervangen. Ook onderdanen van de Dominions en overzeese gebieden kwamen voor een Eervolle Vermelding in aanmerking. In de loop der jaren werden 405 Australiërs waaronder 286 burgers eervol vermeld. Australië schrapte dit eerbewijs in 1982.
In het Verenigd Koninkrijk werd de "Queen's Commendation for Brave Conduct" in 1993 vervangen door de  "Queen's Commendation for Bravery".

### Verenigde Staten
In de Verenigde Staten kent men behalve de individuele voordrachten ook veel collectieve Eervolle Vermeldingen zoals de Presidential Unit Citation.